# A Soldier's Story
A Soldier's Story is een Amerikaanse film uit 1984 geregisseerd door Norman Jewison, over raciale verhoudingen in Amerika. De hoofdrollen worden vertolkt door Howard E. Rollins Jr. en Adolph Caesar.

## Verhaal
De zwarte sergeant Waters is vermoord toen hij naar zijn basis terugkeerde. De militaire advocaat-kapitein Davenport komt de zaak onderzoeken om de moordenaar te vinden.

## Rolverdeling
| Acteur                | Personage       |
| --------------------- | --------------- |
| Howard E. Rollins Jr. | Kapt. Davenport |
| Adolph Caesar         | Sgt. Waters     |
| Art Evans             | Pvt. Wilkie     |
| David Alan Grier      | Kpl. Cobb       |
| David Harris          | Pvt. Smalls     |
| Dennis Lipscomb       | Kapt. Taylor    |
| Larry Riley           | C.J. Memphis    |
| Robert Townsend       | Kpl. Ellis      |
| Denzel Washington     | Pfc. Peterson   |
| William Allen Young   | Pvt. Henson     |

## Prijzen en nominaties
- 1984 - LAFCA Award
  - Gewonnen: Beste mannelijke bijrol (Adolph Caesar)
- 1985 - Oscar
  - Genomineerd: Beste film
  - Genomineerd: Beste mannelijke bijrol (Adolph Caesar)
  - Genomineerd: Beste script (Charles Fuller)
- 1985 - Artios
  - Genomineerd: Beste casting (Rueben Cannon)
- 1985 - DGA Award
  - Genomineerd: Beste regisseur (Norman Jewison)
- 1985 - Edgar
  - Gewonnen: Beste film
- 1985 - Golden Globe
  - Genomineerd: Beste film
  - Genomineerd: Beste mannelijke bijrol (Adolph Caesar)
  - Genomineerd: Beste script (Charles Fuller)
- 1985 - WGA Award
  - Genomineerd: Beste script (Charles Fuller)